# ホンダ・ストリート
ストリート（STREET）は、本田技研工業がかつて生産、販売していたキャブオーバー型商用バンの軽自動車である。

## 初代 VD/VH型（1981-1988年）

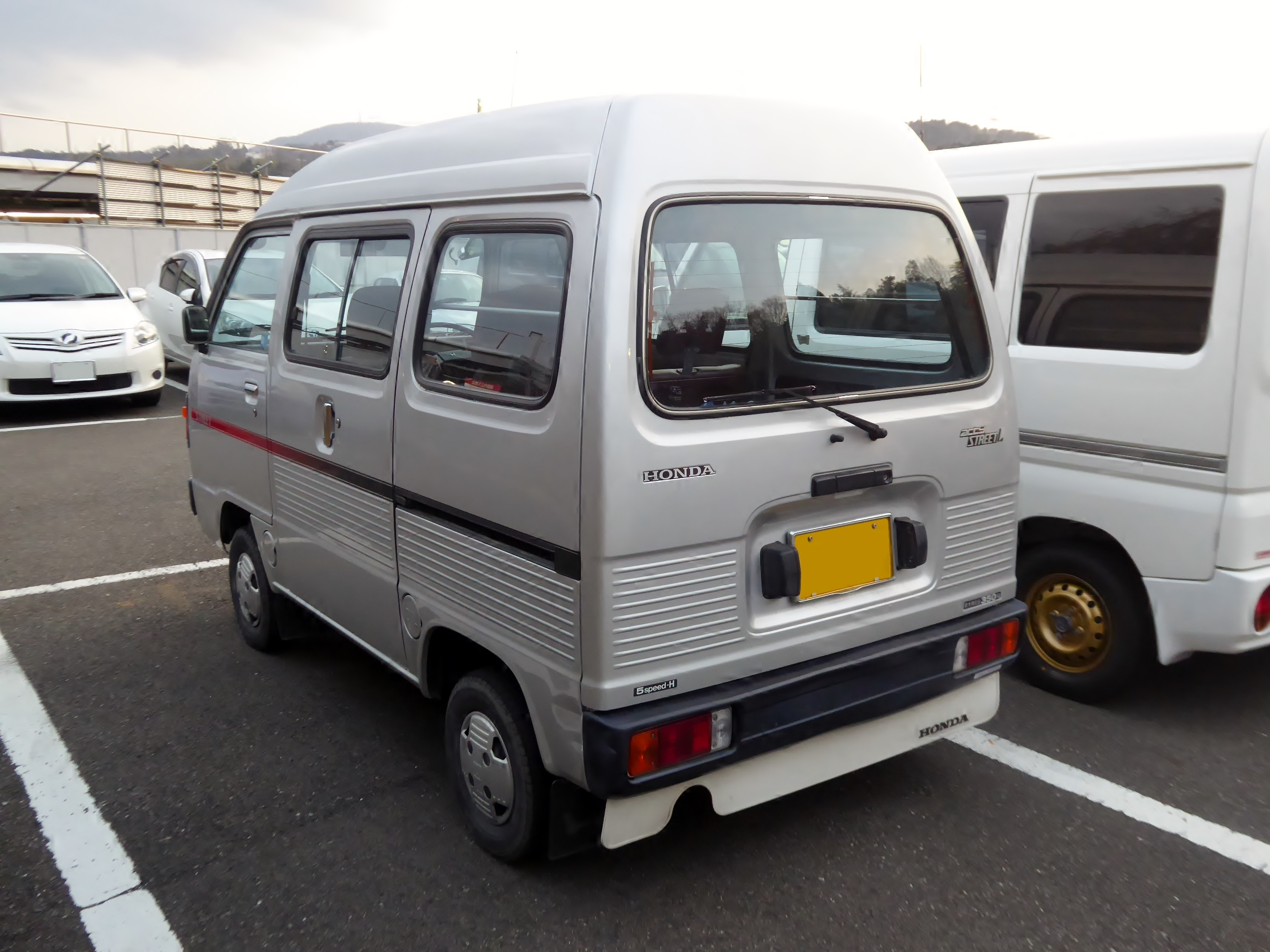
中期型（リア）
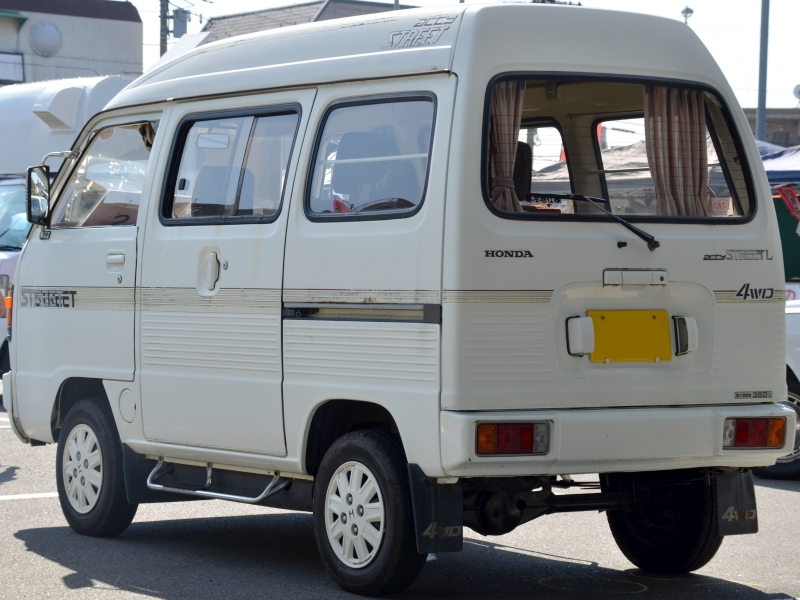
後期型（リア）

- 1981年2月1日

アクティバンの上級モデル「アクティストリート」として登場。発売時の現金標準価格は「標準ルーフ」で71万5,000円。
- 1982年6月

マイナーチェンジ。AT車の追加やヘッドライト形状（丸型→角型）の変更など、アクティバンとの差別化が図られたほか、クーラーに代わりエアコンがオプション設定される。「ストリートL」には5速MTが採用され、サンルーフ仕様車が用意された。
- 1983年2月

4WD車が追加され、4WD全車に前輪ディスクブレーキと5速MTが採用された。
- 1984年3月

4WDにAT車を追加。
- 1985年8月

マイナーチェンジ。ヘッドライトの形状が変更され、2WD車にも前輪ディスクブレーキを採用。MTはギア比を高速向きに変更し、全車5速に変更された。
4速MTと5速MTのギア比の比較
|            | 4速MT |   | 5速MT |
| ---------- | ----- | - | ----- |
| 1速        | 4.081 | → | 3.820 |
| 2速        | 2.434 | → | 2.222 |
| 3速        | 1.656 | → | 1.573 |
| 4速        | 1.130 | → | 1.031 |
| 5速        | -     | → | 0.750 |
| 最終減速比 | 6.555 | → | 6.232 |

- 中期型（リア）
- 後期型（リア）

## 2代目 HH1/2/3/4型（1988-2001年）
- 1988年5月11日

姉妹車であるアクティと同時にフルモデルチェンジ。この代からモデル名の“アクティ”が外れ、「ストリート」となった。発売時の東京地区標準現金価格は「L」2WD MT車で92万円。
当時では珍しいリアのスライドドアに全開閉式ウインドウを採用したことや、リアシートが足下のスペースに完全に格納されるなどの装備で、後のステップワゴンやS-MXなどのホンダRVの原型を作った。時流に合わせフロントドアにパワーウィンドウが設定された。
エンジンはE05A型のみ。同型式のアクティバン同様、モデルライフを通じて4WD車はMT仕様のみで、初代に存在したAT仕様は設定されなかった。
- 1990年3月26日

マイナーチェンジ。軽自動車枠の拡大を受けてエンジンが660ccのE07A型となったほか、バンパーが大型化などで全長が100mm拡大し、「G」と「EX」にクリアレンズのフロントウインカーが採用された。
新グレードとして「EX」を追加し、「X」が「G」名称変更される。テールランプもアクティバン同様に初代トゥデイの後期型からの流用に変わり、アクティバン、バモスホビオで両車が生産終了した2018年まで使用されていた。
- 1991年8月

一部改良。ハイマウントストップランプを全車標準装備し、これまで4WDのみの設定だった運転席乗降グリップも全車標準装備、「EX」には電磁テールゲートオープナーが採用された。
また、「EX」のウインドウがブロンズガラスからグレーガラスへ変更されたほか、ボディサイドとテールゲートのストライプやシート地が変更されている。
- 1993年10月

マイナーチェンジ。ヘッドライトの形状が翌年に採用したアクティに先駆けて変更を受ける。グレード構成は「EX」が廃止され、PGM-FI仕様（44PS）を追加した「FOX」と「Xi」が追加される。
「FOX」はアウトドア志向のグレードとなり、4WDには唯一リアデフロックが搭載され、ラゲッジフックの追加(4ヶ所→6ヶ所)・荷室上部にサイドフック・パイプの装備・ガードパイププロテクターなどの専用装備が数多く搭載される。また、リアシートがアクティバンのベンチシートになりリアヒーターが省かれるなど、リアの居住性はスポイルされている。
- 1994年10月

一部改良。エアコンが新冷媒に変更され、快適装備を充実した。
- 1996年

マイナーチェンジ。ウインカーレンズがクリア化される。PGM-FI仕様の「FOX」の廃止と、キャブレター仕様に「V」が追加された。
- 1998年10月[3]

軽自動車規格改正に伴い生産終了。以降は在庫対応分のみの販売となる。
- 1999年6月

アクティのフルモデルチェンジに伴い、乗用ワンボックスワゴンにバモスの名称が復活。その後もストリートの在庫分が併売されていたが、2001年9月に在庫対応分が完売し、販売を終了した。